# Приз Французького синдикату кінокритиків за найкращий французький фільм
Приз Французького синдикату кінокритиків за найкращий французький фільм (фр. Prix du meilleur film français du syndicat de la critique de cinéma) — кінематографічна нагорода Франції. Її щорічно присуджує Синдикат французьких кінокритиків в категорії Найкращий французький фільм (фр. Meilleur film français). Приз засновано у 1947 році на честь французького кінорежисера Жоржа Мельєса (1890–1964) як Приз Жоржа Мельєса.
Переможця визначає журі з числа членів Французького синдикату кінокритиків і премію присуджють фільму року, що передує року нагородження.
Найбільшу кількість перемог отримували Ален Рене (вісім нагород), Ерік Ромер та Франсуа Трюффо (по п'ять нагород).
| Рік  | Оригінальна назва                     | Назва українською                          | Режисер(и)            | прим. |
| 1946 | La bataille du rail                   | Битва на рейках                            | Рене Клеман           |       |
| 1947 | Le silence est d'or                   | Мовчання — золото                          | Рене Клер             |       |
| 1948 | Paris 1900                            | Париж 1900                                 | Ніколь Ведре          |       |
| 1949 | Manon                                 | Манон                                      | Анрі-Жорж Клузо       |       |
| 1950 | Rendez-vous de juillet                | Побачення в липні                          | Жак Беккер            |       |
| 1951 | Journal d'un curé de campagne         | Щоденник сільського священика              | Робер Брессон         |       |
| 1952 | Les belles de nuit                    | Нічні красуні                              | Рене Клер             |       |
| 1953 | Le salaire de la peur                 | Плата за страх                             | Анрі-Жорж Клузо       |       |
| 1954 | Le rouge et le noir                   | Червоне та чорне                           | Клод Отан-Лара        |       |
| 1955 | Du rififi chez les hommes             | Чоловічі розбірки                          | Жуль Дассен           |       |
| 1956 | Le monde du silence                   | У світі безмовності                        | Жак-Ів Кусто Луї Маль |       |
| 1956 | Les grandes manœuvres                 | Великі маневри                             | Рене Клер             |       |
| 1957 | La traversée de Paris                 | Через Париж                                | Клод Отан-Лара        |       |
| 1957 | Un condamné à mort s'est échappé      | Засуджений до страти втік                  | Робер Брессон         |       |
| 1958 | Mon oncle                             | Мій дядечко                                | Жак Таті              |       |
| 1959 | Hiroshima mon amour                   | Хіросіма, любов моя                        | Ален Рене             |       |
| 1959 | Les quatre cents coups                | Чотириста ударів                           | Франсуа Трюффо        |       |
| 1960 | Le trou                               | Діра                                       | Жак Беккер            |       |
| 1960 | À bout de souffle                     | На останньому подиху                       | Жан-Люк Годар         |       |
| 1961 | L'année dernière à Marienbad          | Торік в Марієнбаді                         | Ален Рене             |       |
| 1962 | Cléo de 5 à 7                         | Клео від 5 до 7                            | Аньєс Варда           |       |
| 1963 | Le procès                             | Процес                                     | Орсон Уеллс           |       |
| 1964 | Les parapluies de Cherbourg           | Шербурзькі парасольки                      | Жак Демі              |       |
| 1965 | La vieille dame indigne               | Стара негідна пані                         | Рене Альо             |       |
| 1966 | La guerre est finie                   | Війна скінчилася                           | Ален Рене             |       |
| 1966 | Au hasard Balthazar                   | Навмання, Бальтазаре                       | Робер Брессон         |       |
| 1967 | Belle du jour                         | Денна красуня                              | Луїс Бунюель          |       |
| 1967 | Mouchette                             | Мушетт                                     | Робер Брессон         |       |
| 1968 | Baisers volés                         | Вкрадені поцілунки                         | Франсуа Трюффо        |       |
| 1969 | Ma nuit chez Maud                     | Ніч у Мод                                  | Ерік Ромер            |       |
| 1970 | L'enfant sauvage                      | Дика дитина                                | Франсуа Трюффо        |       |
| 1971 | Le genou de Claire                    | Коліно Клер                                | Ерік Ромер            |       |
| 1972 | Le charme discret de la bourgeoisie   | Скромна чарівність буржуазії               | Луїс Бунюель          |       |
| 1973 | La nuit américaine                    | Американська ніч                           | Франсуа Трюффо        |       |
| 1974 | Lacombe Lucien                        | Лакомб Люсьєн                              | Луї Маль              |       |
| 1975 | Que la fête commence                  | Нехай почнеться свято                      | Бертран Таверньє      |       |
| 1976 | L'histoire d'Adèle H.                 | Історія Аделі Г.                           | Франсуа Трюффо        |       |
| 1977 | Providence                            | Провидіння                                 | Ален Рене             |       |
| 1978 | Le dossier 51                         | Досьє на 51-го                             | Мішель Девіль         |       |
| 1979 | Perceval le Gallois                   | Персеваль Уельський                        | Ерік Ромер            |       |
| 1980 | Mon oncle d'Amérique                  | Мій американський дядечко                  | Ален Рене             |       |
| 1981 | Coup de torchon                       | Бездоганна репутація                       | Бертран Таверньє      |       |
| 1981 | Garde à vue                           | Під попереднім слідством                   | Клод Міллер           |       |
| 1982 | Une chambre en ville                  | Кімната у місті                            | Жак Демі              |       |
| 1983 | Pauline à la plage                    | Поліна на пляжі                            | Ерік Ромер            |       |
| 1984 | Les nuits de la pleine lune           | Ночі повного місяця                        | Ерік Ромер            |       |
| 1985 | Péril en la demeure                   | Небезпека у будинку                        | Мішель Девіль         |       |
| 1985 | Sans toit ni loi                      | Без даху, поза законом                     | Аньєс Варда           |       |
| 1986 | Thérèse                               | Тереза                                     | Ален Кавальє          |       |
| 1987 | Au revoir les enfants                 | До побачення, діти                         | Луї Маль              |       |
| 1988 | La petite voleuse                     | Маленька злодійка                          | Клод Міллер           |       |
| 1989 | Le mari de la coiffeuse               | Чоловік перукарки                          | Патріс Леконт         |       |
| 1990 | La discrète                           | Мовчазна                                   | Крістіан Венсан       |       |
| 1991 | La belle noiseuse                     | Чарівна пустунка                           | Жак Ріветт            |       |
| 1992 | Un cœur en hiver                      | Крижане серце                              | Клод Соте             |       |
| 1993 | Smoking / No Smoking                  | Палити/Не палити                           | Ален Рене             |       |
| 1994 | Trois couleurs: Rouge                 | Три кольори: Червоний                      | Кшиштоф Кесльовський  |       |
| 1995 | Nelly et Mr. Arnaud                   | Неллі та пан Арно                          | Клод Соте             |       |
| 1996 | Capitaine Conan                       | Капітан Конан                              | Бертран Таверньє      |       |
| 1997 | On connaît la chanson                 | Відомі старі пісні                         | Ален Рене             |       |
| 1998 | La vie rêvée des anges                | Уявне життя ангелів                        | Ерік Зонка            |       |
| 1999 | La maladie de Sachs                   | Хвороба Закса                              | Мішель Девіль         |       |
| 2000 | Les glaneurs et la glaneuse           | Збирачі і збирачка, через два роки         | Аньєс Варда           |       |
| 2001 | Le fabuleux destin d'Amélie Poulain   | Амелі                                      | Жан-П'єр Жене         |       |
| 2002 | Être et avoir                         | Бути та вміти                              | Ніколя Філібер        |       |
| 2003 | Cavale Un couple épatant Après la vie | трилогія: Утеча Дивовижна пара Після життя | Люка Бельво           |       |
| 2004 | Rois et reine                         | Королі і королева                          | Арно Деплешен         |       |
| 2005 | De battre mon cœur s'est arrêté       | І моє серце завмерло                       | Жак Одіар             |       |
| 2006 | Cœurs                                 | Серця                                      | Ален Рене             |       |
| 2007 | La graine et le mulet                 | Кус-кус і барабулька                       | Абделатіф Кешиш       |       |
| 2008 | Les plages d'Agnès                    | Узбережжя Аньєс                            | Аньєс Варда           |       |
| 2009 | Un prophète                           | Пророк                                     | Жак Одіар             |       |
| 2010 | Des hommes et des dieux               | Про людей і богів                          | Ксав'є Бовуа          |       |
| 2011 | L'exercice de l’état                  | Управління державою                        | П'єр Шоллер           |       |
| 2012 | Amour                                 | Кохання                                    | Міхаель Ганеке        |       |
| 2013 | La vie d'Adèle — Chapitre 1 & 2       | Життя Адель                                | Абделатіф Кешиш       |       |
| 2014 | Timbuktu                              | Тімбукту                                   | Абдеррахман Сіссако   |       |
| 2015 | Fatima                                | Фатіма                                     | Філіпп Фокон          |       |
| 2016 | Elle                                  | Вона                                       | Пол Верговен          |       |
| 2017 | 120 battements par minute             | 120 ударів на хвилину                      | Робен Кампійо         | [ 1 ] |